# Barcel
Barcel ist ein Ort und eine ehemalige Gemeinde im Norden Portugals.

## Geschichte
Der heutige Ort wurde vermutlich im Zuge der Neubesiedlungen während der mittelalterlichen Reconquista gegründet. So wird Barcel in den Erhebungen von 1258 als Ortschaft des  Johanniter-Hospitalordens geführt.
Barcel blieb danach ein kleiner Ort, 1530 hatte Barcel 23 Einwohner. Im 17. Jh. wurde die Gemeindekirche errichtet. In den Registern von 1706 wird Barcel als Gemeinde des Kreises Lamas de Orelhão geführt. 1796 hatte Barcel 176 Einwohner. Nach den Verwaltungsreformen Anfang des 19. Jahrhunderts kam Barcel zum Kreis Mirandela.
Seit etwa 1950 verzeichnet die Gemeinde eine verstärkte Auswanderung, seit den 1960er Jahren vor allem nach Frankreich. Die Einwohnerzahl sank von 315 im Jahr 1960 auf 126 im Jahr 2011.
Im Zuge der Gebietsreform in Portugal 2013 wurde die Gemeinde Barcel aufgelöst und mit Marmelos und Valverde da Gestosa zu einer neuen Gesamtgemeinde zusammengeschlossen.

## Sehenswürdigkeiten
Neben der Natur, die über Wanderwege der Kreisverwaltung Mirandela erschlossen ist, die hier insbesondere durch die Ufergebiete des Rio Tua führen, befinden sich einige Baudenkmäler in Barcel:
- Igreja de São Ciríaco, die manieristisch-barocke Gemeindekirche von Barcel aus dem 17./18. Jh.[1]
- Capela de Santa Marta, manieristische Kapelle aus dem 17. jh.[2]
- Alminhas de Barcel, Bildstöcke in Barcel[3]
- Casa Brasonada em Barcel, kleines Herrenhaus in Barcel[4]
- Fonte em Barcel, Steinbrunnen aus dem 19. Jh.[5]
- Capela em Longra, Kapelle in Longra[6]

## Verwaltung
Barcel war Sitz einer gleichnamigen Gemeinde (Freguesia) im Kreis (Concelho) von Mirandela im Distrikt Bragança. Die Gemeinde hatte 126 Einwohner und eine Fläche von 8,55 km² (Stand 30. Juni 2011).
Zwei Ortschaften gehörten zur Gemeinde:
- Barcel
- Longra

Mit der Gebietsreform vom 29. September 2013 wurden die Gemeinden Barcel, Marmelos und Valverde da Gestosa zur neuen Gemeinde União das Freguesias de Barcel, Marmelos e Valverde da Gestosa zusammengeschlossen. Barcel wurde Sitz der neuen Gemeinde.